# یان دوبو
یان دوبو (انگلیسی: Yann Dobo؛ زادهٔ ۲۰ آوریل ۱۹۷۸) بازیکن فوتبال اهل فرانسه است.
از باشگاه‌هایی که در آن بازی کرده‌است می‌توان به باشگاه فوتبال آنژه، آ.اس موناکو، و باشگاه فوتبال سن-اتین اشاره کرد.